# Diana Scheunemann
Diana Scheunemann (* 11. Februar 1975 in Deutschland) ist eine deutsch-schweizerische Mode- und Kunstfotografin. Sie lebt und arbeitet in New York.

## Karriere
Scheunemann wurde an der Zürcher Hochschule der Künste ausgebildet. Neben konstanten Anfragen für kommerzielle und redaktionelle Kampagnen dokumentiert sie auch ihre persönlichen Szenen mit provokanter Ehrlichkeit.
Seit 2001 wurden drei Bücher von Scheunemann veröffentlicht. Ihr erstes Buch Ambisexual erschien zunächst als Anhang des Dazed and Confused Magazin im Jahr 2001, was zu Scheunemanns internationaler Bekanntheit beitrug.
Scheunemann wird von Terri Manduca in England, Anja Wiroth in Deutschland, Tiziana Gibilisco in Italien, Ekatarina Barer in Russland und Holzer/Wiroth in der Schweiz repräsentiert.

## Soloausstellungen
1995
- TABU, Zurich
- ZERO, Berlin

2003
- DAZED&CONFUSED GALLERY, London

2005
- NT ART GALLERY, Bologna

2006
- NT ART GALLERY, SCOPE, London

## Gruppenausstellungen
1998
- OBSESSION, Hochschule für Gestaltung und Kunst Zürich
- NACHSCHLAG, Foto Forum St. Gallen
- 9-99, Hochschule für Gestaltung und Kunst Zürich

2000
- LUSTSPIEL, Hochschule für Gestaltung und Kunst Zürich

2002
- SEX, Deepsix Gallery, Zurich
- PRINTEMPS, Paris

2003
- WOMEN BY WOMEN, Berlin

2004
- BLINDFOLD, Proud Galleries, London

2005
- ZERO, Barcelona

2006
- LA DONNA OGGETTO, Vigevano IT
- LONDON STORIES, London

2007
- NT ART GALLERY, ART FAIR, Moscow

2008
- WHITE SQUARE GALLERY BERLIN, Las Vegas
- SUBLIMINIAL PROJECTS, Studio Number One, Los Angeles

2010
- GROUP NEW YORK, Dorian Grey Gallery, New York

## Monographien
2001
- AMBISEXUAL, Vision On, ISBN 1-903399-46-7

2005
- DIANA SCHEUNEMANN, Damiani Editore, ISBN 88-89431-14-8

2007
- FREEDOM IN FLASHES, Honigherz, ISBN 978-3-033-01174-8